# Абэ, Кобо
Ко́бо А́бэ (яп. 安部公房 Абэ Ко:бо:), наст. имя — А́бэ Кимифуса; 7 марта 1924 года, Кита, Токио, Японская империя — 22 января 1993 года, Токио, Япония) — японский писатель, драматург и сценарист, один из лидеров японского послевоенного авангарда в искусстве. Основная тема творчества — поиск человеком собственной идентичности в современном мире. По романам «Женщина в песках», «Чужое лицо» и «Сожжённая карта» в 1960-х годах режиссёром Хироси Тэсигахарой были сняты кинофильмы.

## Жизнь и творчество
Кобо Абэ появился на свет 7 марта 1924 года в пригороде Токио — Кита. Детские годы будущий писатель провёл в Маньчжурии, где в 1940 году окончил среднюю ступень школы. После возвращения в Японию, завершив среднее образование в школе Сэйдзё (яп. 成城高等学校), в 1943 году поступил на медицинский факультет Токийского императорского университета. Будучи ещё студентом, в 1947 году женился на художнице Мати Абэ, которая в дальнейшем будет играть важную роль, в частности, в оформлении книг Абэ и декораций к его театральным постановкам. В 1948 году Абэ окончил университет, однако, неудовлетворительно сдав государственный квалификационный медицинский экзамен, фактически лишился возможности стать практикующим врачом.
В 1947 году, основываясь на личном опыте жизни в Маньчжурии, Абэ написал поэтический сборник «Анонимные стихи» (яп. 無名詩集), который опубликовал сам, напечатав весь тираж 62-страничной книги на мимеографе. В стихотворениях, где было очевидно сильное влияние на автора поэзии Рильке и философии Хайдеггера, молодой Абэ наряду с выражением отчаяния послевоенной молодёжи обращался к читателям с призывом протеста против реальности.
Тем же 1947 годом датируется написание Абэ его первого сочинения крупной формы, получившего название «Глиняные стены» (яп. 粘土塀). Первым, кто в литературном мире познакомился с этой работой и дал ей высокую оценку, был критик и филолог-германист Рокуро Абэ, преподававший Абэ немецкий язык, когда тот учился ещё в школе высшей ступени Сэдзё в военные годы. Повествование в «Глиняных стенах» строится в виде трёх томов записок молодого японца, который, решительно разорвав все связи с родным городом, уходит странствовать, но в результате попадает в плен к одной из маньчжурских банд. Глубоко впечатлённый этим произведением, Рокуро Абэ отправил текст Ютаке Хании, которым недавно был создан малоизвестный на тот момент журнал «Современная литература» (яп. 近代文学). Первый том записок из «Глиняных стен» в феврале следующего года был опубликован в журнале «Индивидуальность» (яп. 個性). Обретя таким образом некоторую известность, Абэ получил приглашение вступить в объединение «Ночь» (яп. 夜の会), которым руководили Ютака Хания, Киётэру Ханада и Таро Окамото. В октябре 1948 года переименованные в «Указатель в конце дороги» (яп. 終りし道の標べに) «Глиняные стены» при поддержке Хания и Ханада были изданы отдельной книгой издательством «Синдзэнбися» (яп. 真善美社). Позднее в своей рецензии на «Стену» Хания, высоко ценивший творчество Абэ, написал, что Абэ, которого в каком-то смысле можно считать последователем Хании, превзошёл его, своего предшественника.
В 1950 году Абэ совместно с Хироси Тэсигахарой и Синъити Сэги создал творческое объединение «Век» (яп. 世紀の会).
В 1951 году в февральском номере журнала «Современная литература» была опубликована повесть
«Стена. Преступление S. Кармы» (яп. 壁―S・カルマ氏の犯罪). Это неординарное произведение было отчасти вдохновлено «Алисой в стране чудес» Льюиса Кэрролла, тематически отталкивалось от воспоминаний Абэ о жизни в маньчжурской степи, а также демонстрировало влияние на автора его друга, литературного критика и писателя Киётэру Ханада. Повесть «Стена. Преступление S. Кармы» в первом полугодии 1951 года была удостоена премии Акутагавы, разделив первенство с опубликованной в «Литературном мире» «Весенней травой» Тосимицу Исикавой. Во время обсуждения работ членами жюри повесть Абэ подверглась суровой критике Кодзи Уно, однако решающую роль при выборе победителя сыграла полная энтузиазма поддержка кандидатуры Абэ другими членами жюри, Ясунари Кавабатой и Косаку Такии. В мае того же года «Стена. Преступление S. Кармы», переименованная в «Преступление S. Кармы» и дополненная рассказами «Барсук с Вавилонской башни» (яп. バベルの塔の狸) и «Красный кокон» (яп. 赤い繭), вышла отдельным изданием под заголовком «Стена» с предисловием, которое написал Дзюн Исикава.
В 1950-е годы, стоя на позициях литературного авангарда, Абэ вместе с Хироси Номой примкнул к объединению «Народная литература» (яп. 人民文学), в результате чего после слияния «Народной литературы» с «Новой японской литературой» (яп. 新日本文学) в «Общество новой японской литературы» (яп. 新日本文学会) вступил в Коммунистическую партию Японии. Однако в 1961 году после 8-го съезда КПЯ и определённого на нём нового курса партии, скептически восприняв его, Абэ публично выступил с критикой, за которой последовало его исключение из КПЯ.
В 1962 году Тэсигахара снял по сценарию Абэ свой первый художественный фильм «Западня», в основу которого была положена пьеса писателя. Впоследствии Тэсигахара снял ещё три фильма по романам Абэ.
В 1973 году Абэ создал и возглавил собственный театр «Студия Абэ Кобо» (яп. 安部公房スタジオ), что ознаменовало начало периода его плодотворного драматургического творчества. На момент открытия театр Абэ насчитывал 12 человек: Кацутоси Атараси, Хисаси Игава, Куниэ Танака, Тацуя Накадай, Карин Ямагути, Тацуо Ито, Юхэй Ито, Каёко Ониси, Фумико Кума, Масаюки Сато, Дзэнси Маруяма и Дзёдзи Миядзава. Благодаря поддержке Сэйдзи Цуцуми труппа Абэ смогла обосноваться на Сибуе в носящем теперь название «PARCO» театре «Сэйбу» (яп. 渋谷西武劇場). Кроме того, выступления экспериментального коллектива не раз демонстрировались за рубежом, где получили высокую оценку. Так в 1979 году в США с успехом была исполнена пьеса «Слонёнок умер» (яп. 仔象は死んだ). Несмотря на то, что нетривиальный новаторский подход Абэ вызывал большой резонанс в театральном мире каждой из стран, где гастролировала «Студия Абэ Кобо», оставаясь игнорируемым критиками в самой Японии, в 1980-х годах театр Абэ постепенно прекратил своё существование.
В 1981 году внимание Абэ привлекло творчество немецкого мыслителя Элиаса Канетти, совпав с присуждением тому Нобелевской премии по литературе. Примерно в то же время по рекомендации своего друга япониста Дональда Кина Абэ познакомился с произведениями колумбийского писателя Габриэля Гарсии Маркеса. Работы Канетти и Маркеса потрясли Абэ так сильно, что в последовавших за этим своих собственных произведениях и выступлениях по телевидению Абэ с большим энтузиазмом стал популяризировать их творчество, способствовав существенному увеличению читательской аудитории этих авторов в Японии.
Поздно ночью, в 2:17 25 декабря 1992 года, после кровоизлияния в мозг, Абэ был госпитализирован. Несмотря на то, что после возвращения из больницы курс лечения был продолжен уже в домашних условиях, начиная с 20 января 1993 года состояние здоровья начало резко ухудшаться, в результате чего рано утром 22 января писатель скоропостижно скончался от остановки сердца в возрасте 68 лет.
Кэндзабуро Оэ, ставя Абэ в один ряд с Кафкой и Фолкнером и считая его одним из крупнейших писателей за всю историю литературы, заявил, что, проживи Абэ дольше, он, а не удостоенный её в 1994 году сам Оэ, непременно получил бы Нобелевскую премию по литературе.
В 2019 году Ани Котляревска создана Международная литературная премия имени Кобо Абэ.

## Разные факты из жизни
Абэ был первым японским писателем, который стал сочинять свои произведения, набирая их в аппаратном текстовом процессоре (начиная с 1984 года). Абэ пользовался продуктами фирмы NEC модели «NWP-10N» и «Бунго» (яп. 文豪).
Музыкальные пристрастия Абэ были разносторонними. Являясь большим поклонником группы Pink Floyd, из академической музыки он больше всего ценил музыку Белы Бартока. Кроме того, Абэ приобрёл синтезатор задолго до того, как он получил массовое распространение в Японии. Синтезатор использовался Абэ следующим образом: передаваемые по NHK программы с интервью он записывал и самостоятельно обрабатывал для создания звуковых эффектов, служивших аккомпанементом в театральных постановках «Студии Абэ Кобо».
Абэ также известен своим интересом к фотографии, который выходил далеко за рамки простого увлечения и граничил с манией. Фотография, раскрывая себя через темы слежки и подглядывания, повсеместна и в художественных работах Абэ. Так, например, главный герой романа «Человек-ящик» — бывший фоторепортер, помешанный на подглядывании и фотографировании всего вокруг. Фотоработы Абэ использованы в оформлении изданного «Синтёся» полного собрания сочинений Абэ: их можно увидеть на обратной стороне каждого из томов собрания. Абэ-фотограф отдавал предпочтение фотоаппаратам Contax, а в числе излюбленных объектов фотосъёмки были мусорные свалки.
Абэ принадлежит патент на простую и удобную цепь противоскольжения («Chainiziee»), которую можно надевать на шины автомобиля без использования домкрата. Изобретение было продемонстрировано им на 10-й международной выставке изобретателей, где Абэ был награждён серебряной медалью.

## Основные даты жизни
- 1924 — 7 марта — день рождения.
- 1948 — Издан первый роман «Указатель в конце дороги».
- 1950 — За рассказ «Красный кокон» был удостоен премии для авторов послевоенной литературы.
- 1951 — Награждён премией Акутагавы за повесть «Стена. Преступление S. Кармы».
- 1958 — Награждён присуждаемой авторам драматургических произведений премией Кисида за пьесу «Привидение — здесь» (яп. 幽霊はここにいる).
- 1963 — Был удостоен премии «Ёмиури» за роман «Женщина в песках».
- 1967 — Пьеса «Друзья» награждена премией Танидзаки
- 1968 — Роман «Женщина в песках» был награждён во Франции премией, присуждаемой автору-иностранцу за выдающееся художественное произведение.
- 1973 — Создал и возглавил театр «Студия Абэ Кобо». Публикация 2-го тома издания Библиотеки современной фантастики с произведениями Абэ.
- 1974 — Был удостоен премии «Ёмиури» за пьесу «Зелёный чулок» (яп. 緑色のストッキング).
- 1975 — 13 мая получил учёную степень почётного доктора наук от Колумбийского университета (США).
- 1977 — Стал почётным членом Американской академии искусств и наук.
- 1986 — Получил серебряную медаль за изобретение цепи противоскольжения на 10-й международной выставке изобретателей.
- 1992 — Поздней ночью 25 декабря во время работы над очередным сочинением потерял сознание от кровоизлияния в мозг и был госпитализирован.
- 1993 — 22 января в возрасте 68 лет скоропостижно скончался в результате остановки сердца.

### Романы
| Год издания | Название на русском языке     | Оригинальное название    | Русское прочтение              |
| ----------- | ----------------------------- | ------------------------ | ------------------------------ |
| 1948        | Указатель в конце дороги      | 終りし道の標に           | Овариси мити-но сирубэ-ни      |
| 1954        | Альянс голодных               | 飢餓同盟                 | Кига до: мэй                   |
| 1957        | Только те, кто ищет дом       | けものたちは故郷をめざす | Кэмоно тати ва кокё:-о мэдзасу |
| 1959        | Четвёртый ледниковый период   | 第四間氷期               | Дай ён кампёки                 |
| 1960        | Каменные глаза                | 石の眼                   | Иси-но мэ                      |
| 1962        | Женщина в песках              | 砂の女                   | Суна-но онна                   |
| 1964        | Чужое лицо                    | 他人の顔                 | Танин-но као                   |
| 1965        | Такэаки Эномото               | 榎本武揚                 | Эномото Такэаки                |
| 1967        | Совсем как человек            | 人間そっくり             | Нингэн соккури                 |
| 1967        | Сожжённая карта               | 燃えつきた地図           | Моэцукита тидзу                |
| 1973        | Человек-ящик                  | 箱男                     | Хако отоко                     |
| 1977        | Тайное свидание               | 密会                     | Миккай                         |
| 1984        | Вошедшие в ковчег             | 方舟さくら丸             | Хакобунэ Сакура-мару           |
| 1991        | Тетрадь кенгуру               | カンガルー・ノート       | Кангару: но: то                |
| 1994        | Лётчик (неоконченая рукопись) | 飛ぶ男                   | Тобу отоко                     |

### Пьесы
| Год издания | Название на русском языке       | Оригинальное название | Русское прочтение      |
| ----------- | ------------------------------- | --------------------- | ---------------------- |
| 1954        | Охота на рыбаков                | どれい狩り            | Дорэйгари              |
| 1958        | Призраки среди нас              | 幽霊はここにいる      | Ю:рэй ва коко-ни иру   |
| 1964        | Провал времени                  | 時の崖                | Токи-но гакэ           |
| 1965        | Ты тоже виновен                 | おまえにも罪がある    | Омаэ-ни мо цуми га ару |
| 1967        | Друзья                          | 友達                  | Томодати               |
| 1969        | Человек, превратившийся в палку | 棒になった男          | Бо-ни натта отоко      |
| 1969        | Чемодан                         | 鞄                    | Кабан                  |

### Поэзия
- Стихотворения неизвестного поэта (яп. 無名詩集 Мумэй сисю) (1947)

## Издания на русском языке
- Абэ К. Четвёртый ледниковый период. — М. : Молодая гвардия, 1965. — 240 с. — 215 000 экз. — (Б-ка современной фантастики. Т. 2).
- Абэ К. Женщина в песках. Чужое лицо. — М. : Художественная литература, 1969. — 366 с. — 50 000 экз. — (Заруб. роман XX века).
- Абэ К. Пьесы: Пер. с яп. Послесл. В. Гривнина. — М. : Искусство, 1975. — 288 с. — 25 000 экз.
- Абэ К. Чужое лицо. Сожжённая карта. Человек-ящик. — М. : Радуга, 1982. — 432 с. — 100 000 экз.
- Абэ К. Тайное свидание. — М. : Известия, 1985. — 218 с. — 50 000 экз.
- Абэ К. Женщина в песках. Повести. — М. : Наука, 1987. — 492 с. — 75 000 экз.
- Абэ К. Избранное: Пер. с яп. В. Гривнина / Вступ. ст. Н. Т. Федоренко. — М. : Правда, 1988. — 560 с. — 500 000 экз.
- Абэ К. Женщина в песках. Чужое лицо. — М. : Художественная литература, 1988. — 352 с. — 200 000 экз. — (Б-ка японской литературы).
- Абэ К. Женщина в песках. Чужое лицо. — Казань, 1989. — 320 с. — 200 000 экз.
- Абэ К. Женщина в песках. — М. : ИПЦ МПИ, 1991. — 128 с. — 100 000 экз.
- Абэ К. Сожжённая карта : роман / Пер. с яп. В. Гривнина. — СПб. : Азбука, 2001. — 288 с. — 10 000 экз. — (Азбука-классика). — ISBN 5-267-00561-4.
- Абэ К. Четвёртый ледниковый период: повесть. / Пер. с яп. А. Стругацкого. — М.: АСТ, 2017. — 256 с. — 3 000 экз. — (Эксклюзивная классика).
- Абэ К. Человек-ящик: роман. / Пер. с яп. В. Гривнина. — СПб.: Азбука, 2018. — 224 с. — 4000 экз. — (Азбука-классика). — ISBN 978-5-389-13047-0.
- Абэ К. Тетрадь кенгуру: роман. / Пер. с яп. С. Логачева. — СПб.: Азбука, 2018. — 192 с. — 3000 экз. — (Азбука-классика). — ISBN 978-5-389-14719-5. .
- Абэ К. Совсем как человек: повесть. / Пер. с яп. А. Стругацкого. — СПб.: Азбука, 2018. — 192 с. — 4000 экз. — (Азбука-классика). — ISBN 978-5-389-14400-2.
- Абэ К. Женщина в песках: роман. / Пер. с яп. В. Гривнина. — СПб.: Азбука, 2019. — 224 с. — 2000 экз. — (Азбука-классика). — ISBN 978-5-389-12677-0.

Произведения Кобо Абэ в числе работ других авторов были включены в «Библиотеку современной фантастики», выпускавшуюся издательством «Молодая гвардия» в 1965—1973 годах.